# Trzeszczany
Trzeszczany Pierwsze is een dorp in het Poolse woiwodschap Lublin, in het district Hrubieszowski. De plaats maakt deel uit van de gemeente Trzeszczany en telt 750 inwoners.